# سباس ديليف
سباس ديليف (بالبلغارية: Спас Делев)‏ (22 سبتمبر 1989 في بلغاريا - ) هو لاعب كرة قدم بلغاري في مركز الهجوم. شارك مع منتخب بلغاريا تحت 21 سنة لكرة القدم ومنتخب بلغاريا لكرة القدم. أما مع النوادي، فقد لعب مع سسكا صوفيا ومرسين إيدمانيوردو ونادي بيروي ستارا زاغورا ونادي لاس بالماس ونادي لوكوموتيف بلوفديف وPFC Bansko ‏ وPFC Pirin Blagoevgrad ‏ وبيرين بلاغويفغراد.

## وصلات خارجية
- سباس ديليف على موقع الاتحاد الدولي (مؤرشف)  (الإنجليزية)
- سباس ديليف على موقع الاتحاد الأوربي (الإنجليزية)
- سباس ديليف على موقع اتحاد تركيا (لاعب) (الإنجليزية)
- سباس ديليف على موقع قاعدة بيانات كرة القدم.إي يو (الإنجليزية)
- سباس ديليف على موقع ناشيونال فوتبول تيمز (الإنجليزية)
- سباس ديليف على موقع Soccerway.com (الإنجليزية)
- سباس ديليف على موقع عالم كرة القدم.نت (الإنجليزية)
- سباس ديليف على موقع AS.com (الإسبانية)